# Daniel Rackwitz
Daniel Rackwitz (* 12. Januar 1989 in Schwerin) ist ein deutscher Radrennfahrer.

## Sportliche Laufbahn
2005 wurde Daniel Rackwitz zweifacher deutscher Meister der Junioren im Sprint und im Teamsprint (mit Tobias Wächter und David Wilken). Im Jahr darauf holte er erneut zwei deutsche Juniorentitel, im Zeitfahren sowie im Keirin. 2007 wurde er Europameister (Nachwuchs) im 1000-Meter-Zeitfahren; bei den Junioren-Bahnweltmeisterschaften belegte er Rang drei in dieser Disziplin. 2011 wurde er deutscher Junioren-Meister im Scratch.
Rackwitz fuhr für das „Track Cycling Team Mecklenburg-Vorpommern“ und war von 2014 bis 2016 Fahrer im BIKE Market Team. Im Juli 2014 nahm er als Mitglied des Teams Best of Northern Germany mit dem Bahnradsportler Stefan Nimke sowie den Triathleten Michael und Denis Kruse am Race Across America teil. Das Team beendete das 4800 Kilometer lange Rennen in fünf Tagen und 19 Stunden und belegte damit Platz vier in seiner Kategorie.
2017 errang Daniel Rackwitz als Pilot des sehbehinderten Kai Kruse beim  Manchester Paracycling International (Europacup) Bronze in der Einerverfolgung. Er war kurzfristig für Kruses Standardpartner Stefan Nimke eingesprungen, der erkrankt war.

## Erfolge
2005
- Deutscher Junioren-Meister – Sprint, Teamsprint (mit Tobias Wächter und David Wilken)

2006
- Deutscher Junioren-Meister – 1000-Meter-Zeitfahren, Keirin

2007
- Junioren-Weltmeisterschaft – 1000-Meter-Zeitfahren
- Junioren-Europameister – 1000-Meter-Zeitfahren
- Junioren-Europameisterschaft – Teamsprint (mit Paul Kanzler und Gregor Fischer)

2017
- Manchester Paracycling International (Europacup) - Tandem - Einerverfolgung (als Pilot von Kai Kruse)